# Саутенд Юнайтед
«Са́утенд Юна́йтед» (англ. «Southend United Football Club») — англійський футбольний клуб з Саутенд-он-Сі, графство Ессекс. Заснований 19 травня 1906 року.

## Досягнення
- Чемпіон Першої футбольної ліги (колишній Третій дивізіон Футбольної ліги): 2005–06
- Чемпіон Четвертого дивізіону Футбольної ліги (нині Друга футбольна ліга): 1980–81